# Komychouvakha
 Komychouvakha  (ukrainien : Комишуваха, russe : Камышеваха, Kamychevakha) est une ville de l'oblast de Louhansk, en Ukraine. Sa population s'élève à 2 058 habitants en 2019.

## Histoire

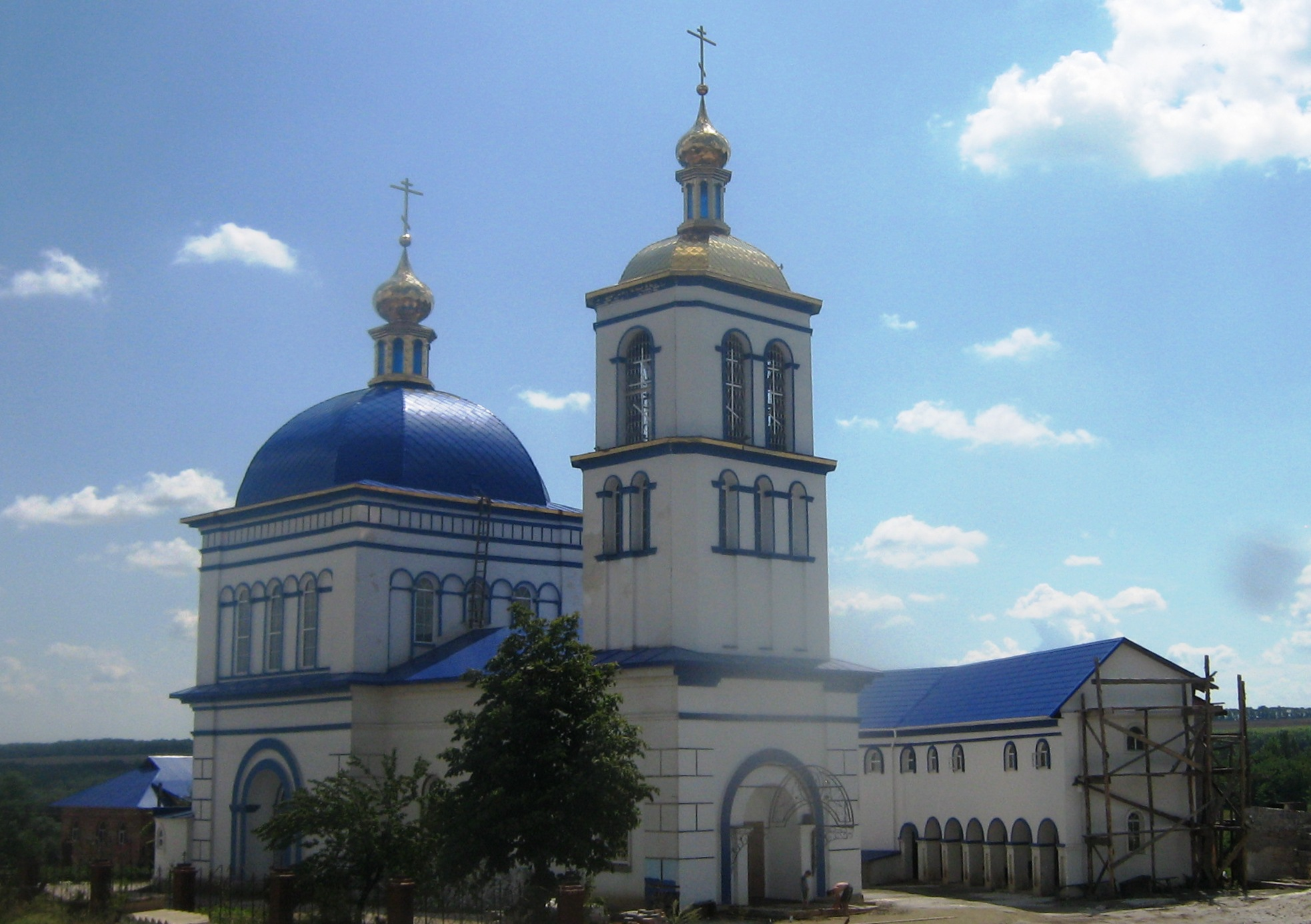
Vue de l'église Saint-George qui est classée.

Avec la réforme administrative de l'Ukraine, depuis le 18 juillet 2020 elle fait partie de l'oblast de Louhansk, le raïon de Popasna ayant été dissout.
Le 15 juin 2022, Ramzan Kadyrov déclarait que la ville avait été prise par les forces séparatistes.